# NIC-2B
La NIC-2B es una autopista nacional catalogada como troncal principal ubicada en Nicaragua. La carretera inicia en el Norte en Lomas de Ticomo en Managua hasta finalizar en el Sur en el km 10+780 de la NIC-12 en Managua.